# Gonçalves de Magalhães
Domingos José Gonçalves de Magalhães   (Rio de Janeiro, 13 d'agost de 1811 - Roma, 10 de juliol de 1882) va ser un metge, professor, diplomàtic, polític, poeta i assagista brasiler, que va participar en missions diplomàtiques a França, Itàlia, Vaticà, Argentina, Uruguai i Paraguai, a més d'haver representat la província de Rio Grande do Sul a la sisena Assemblea General. És considerat pels historiadors com el primer filòsof brasiler que va construir una obra original.

## Biografia
Políticament, fou representant a la Sisena Assemblea (1845-1847) representant Rio Grande do Sul i als darrers anys de la seva vida va exercir de diplomàtic a la Santa Seu. No es va consagrar com a gran poeta, però si és important per ser l'introductor i divulgador del Romanticisme al Brasil, amb la poesia religiosa “Suspiros poéticos e saudades”. El prefaci d'aquesta obra va servir com a manifest del Romanticisme brasiler, i per això se’l considera l'iniciador d'aquesta escola al Brasil. Reafirma, dins un ideal religiós, que la poesia té una finalitat moralitzant, capaç de ser instrument d'elevació i dignificació de l'ésser humà. A més de la religiosa, va cultivar la poesia indianista, com al poema èpic “A Confederação dos Tamoios”, obra que va generar-li una agitada polèmica amb José de Alencar, relativa a la visió de cada autor en vers la figura de l'indi. Junt amb Araújo Porto-Alegre i Torres Homem, va crear la revista “Niterói” en la que van introduir els seus principals temes poètics: els moments històrics, les suggestions del passat, les impressions de la natura associada al sentiment de déu i les reflexions sobre el destí de la seva pàtria, les passions humanes i l'efímera vida.

## Obra
- Suspiros poéticos e saudades (1836) - Considerada l'obra inaugural del romanticisme brasiler
- Antônio José o O poeta e a Inquisição (1839)
- A Confederação dos Tamoios, poema épico (1857)
- Os Mistérios (1857)
- Fatos do Espírito Humano, tratado filosófico (1858)
- Urânia, poesias (1862)
- Cânticos fúnebres, poesías (1864)
- A alma e o cérebro, ensayos (1876)
- Comentários e pensamentos (1880)